# Miechów
Miechów ist eine Stadt sowie Sitz der gleichnamigen Stadt-und-Land-Gemeinde im Powiat Miechowski der Woiwodschaft Kleinpolen in Polen.

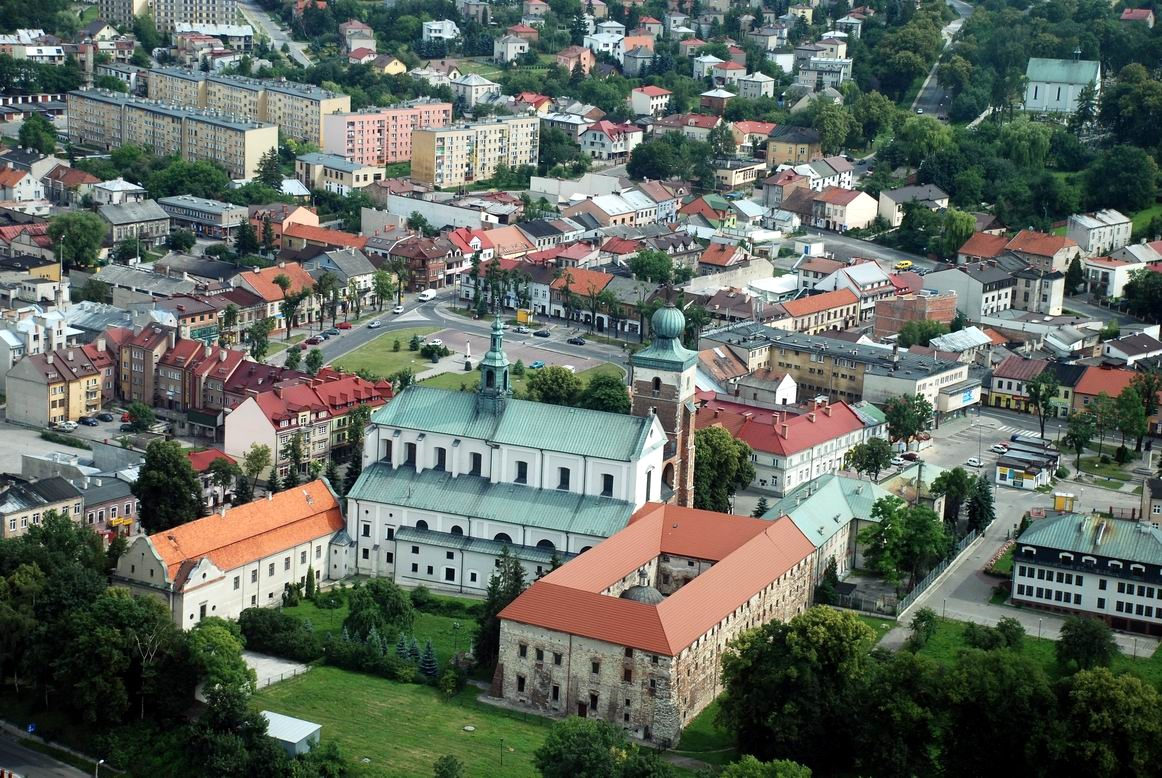
Stadtzentrum

## Geographie
Der Ort liegt am Bach Miechówka im Wyżyna Miechowska (etwa Miechower Hochland) um 45 km nördlich der Stadt Krakau und um 80 km südwestlich der Stadt Kielce.

## Geschichte
Der Ort wurde im Jahr 1163 als Mechovia(m) und 1198 als Mechou bzw. Meschou erwähnt. Der besitzanzeigende Name ist vom Personennamen Miech abgeleitet.
Der Gründer von Miechów war wahrscheinlich Jaksa Gryfita (der lebte ab um 1120 bis um 1176), der nach einigen Historikern die gleiche Person wie Jacza von Köpenick ist. Wahrscheinlich um 1160 stiftete er das Prämonstratenser-Frauenkloster (Norbertinerinnenklastor) in Zwierzyniec bei Krakau und im Jahr 1162 nach der Rückkehr aus dem Heiligen Land gründete er das Kloster der Chorherren vom Heiligen Grab zu Jerusalem in Miechów (Kloster Miechów), die in Polen nach dem damaligen Dorf Miechów als Miechowici bekannt wurden.
Miechów entwickelte sich anfänglich als ein Marktort. Im Jahr 1290 wurde die deutschrechtliche Stadt wahrscheinlich auf ungewöhnlich großem Territorium von um 600 freien Hufen angelegt und wurde danach teilweise von deutschen Stadtbürgern bewohnt.
Bei der Dritten Teilung Polens wurde Miechów 1795 mit Westgalizien an das Königreich Galizien und Lodomerien des habsburgischen Kaiserreichs angeschlossen. 1809 kam es ins Herzogtum Warschau und 1815 ins neu entstandene russisch beherrschte Kongresspolen. Nachdem die Republik Krakau aus der Woiwodschaft Krakau ausgegliedert wurde, wurde Miechów als Kandidat für die neue Hauptstadt der Woiwodschaft erwogen, aber verlor gegen Kielce.
1827 gab es 159 Häuser mit 1578 christlichen Einwohnern, bis 1862 konnten die Juden nicht in der Stadt wohnen. Später wurde in der Stadt eine Synagoge für sie sowie eine orthodoxe Kirche für die russischen Beamten und Soldaten erbaut.
Nach dem Ende des Ersten Weltkriegs kam Miechów zu Polen und wurde zum Sitz eines Powiats in der Woiwodschaft Kielce. Im Zweiten Weltkrieg wurde der Landkreis Miechow als der einzige nicht ehemalig galizische Powiat an den Distrikt Krakau des Generalgouvernements angeschlossen.
Von 1975 bis 1998 gehörte Miechów zur Woiwodschaft Kielce.

## Gemeinde
Zur Stadt-und-Land-Gemeinde (gmina miejsko-wiejska) gehören neben der Stadt Miechów 34 Orte mit einem Schulzenamt.

## Verkehr
Die Stadt Miechów hat einen Fernverkehrsbahnhof an der Bahnstrecke Warszawa–Kraków, sie lag auch an der Schmalspurbahn Charsznica–Kocmyrzów. Im September 2023 wurde in Nordrichtung ein Teilstück der Droga ekspresowa S7 fertiggestellt, womit die Stadt nun einen durchgehenden Schnellstraßenanschluss bis Warschau besitzt.

## Bauwerke

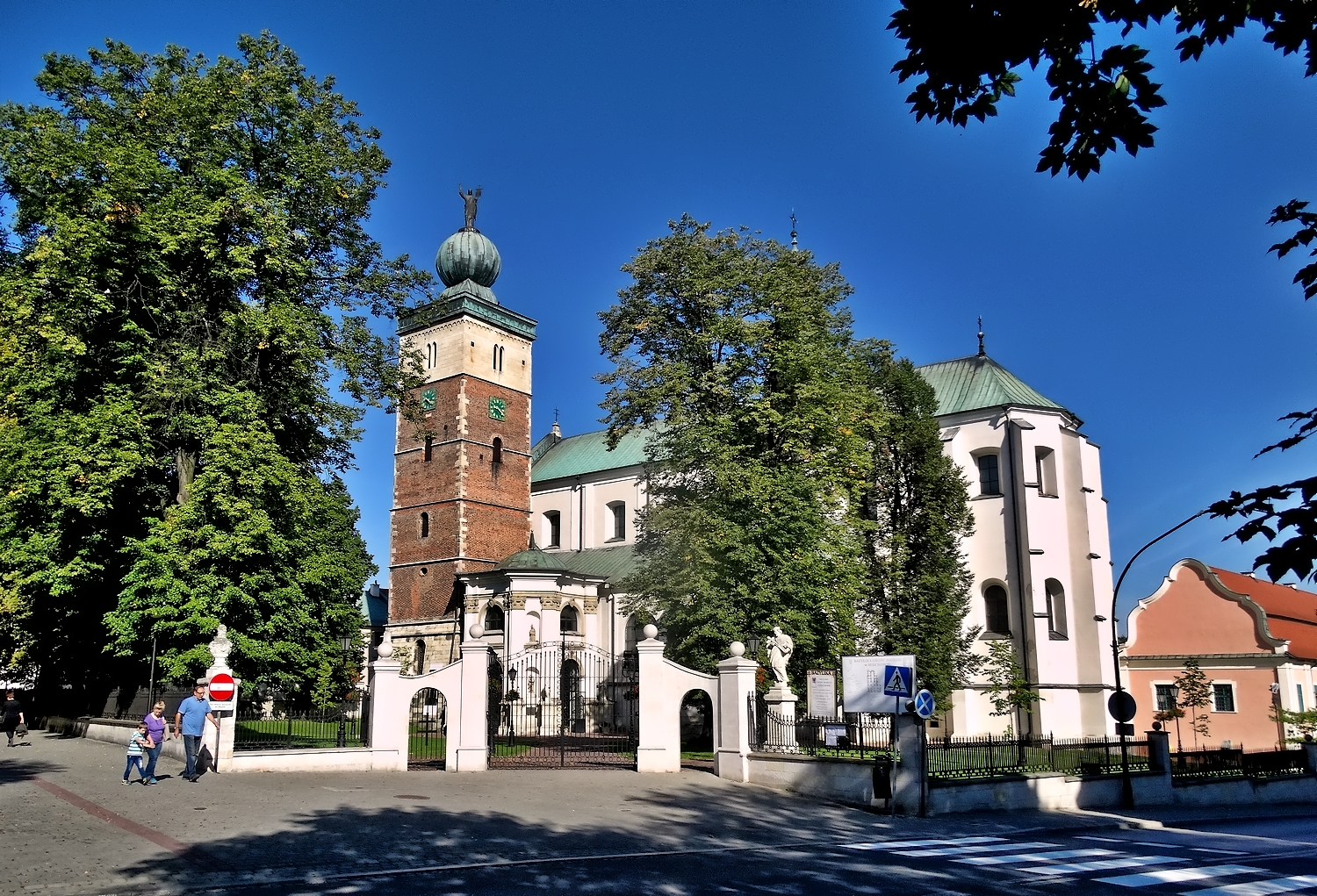
Stiftskirche zum Heiligen Grabe

- Kloster zum Heiligen Grabe
- Grabkirche (Miechów)

## Persönlichkeiten
- Jacza von Köpenick (vor 1125–1176), Fürst der Sprewanen und polnischer Vasall, der kurze Zeit das Havelland kontrollierte, danach Stifter des Klosters Miechów
- Mieczysław Maneli (1922–1994), polnischer Diplomat und Hochschullehrer
- Julius Spokojny (1923–1996), Unternehmer, Vertreter der jüdischen Gemeinde
- Dagmara Grad (* 1990), polnische Fußballspielerin

### Ehrenbürger
- Carlo Kardinal Furno (1921–2015), Kardinal und Kardinal-Großmeister des Ritterordens vom Heiligen Grab zu Jerusalem, 1996 Ehrenbürger von Miechów.